# الیس راستلی
الیس راستلی (ایتالیایی: Ellis Rastelli؛ زادهٔ ۱۸ ژانویهٔ ۱۹۷۵) دوچرخه‌سوار اهل ایتالیا است.